# بوب لان (لاعب كرة قدم أسترالية)
بوب لان (بالإنجليزية: Bob Lane)‏ هو ضابط شرطة ‏ أسترالي، ولد في 12 فبراير 1946، وتوفي في 13 يوليو 1979.

## وصلات خارجية
- بوب لين على موقع AustralianFootball.com (الإنجليزية)
- بوب لين على موقع AFLtables.com (الإنجليزية)